# Surrey (Brits-Columbia)
Surrey is de op een na grootste stad van Brits-Columbia (na Vancouver) in het westen van Canada. De stad had in 2006 394.976 inwoners, wat het de op elf na grootste stad van Canada maakt. Het is een van de snelstgroeiende steden van heel Canada. Surrey bestaat voor een groot gedeelte (37%) uit etnische minderheden, waaronder veel Zuid-Aziaten (22%).

## Geografie
De stad maakt deel uit van de metropoolregio van Vancouver. Surrey grenst in het oosten aan zowel de stad Langley als de gemeente Langley.

## Geboren
- Laine MacNeil (1996), actrice
- Grady McDonnell (2008), voetballer